# Honduras Britannico ai Giochi della XIX Olimpiade
L'Honduras Britannico (l'attuale Belize) partecipò ai Giochi della XIX Olimpiade che si sono svolti a Città del Messico dal 12 al 27 ottobre 1968, con una delegazione di 7 atleti impegnati in 4 discipline: atletica leggera, ciclismo, sollevamento pesi e tiro. Fu la prima partecipazione di questo paese ai Giochi. Non fu conquistata nessuna medaglia.